# Martyna Leszczyńska
Martyna Daria Leszczyńska po mężu Walczak (ur. 11 czerwca 2000 w Głownie) – polska koszykarka, występująca na pozycjach silnej skrzydłowej lub środkowej, obecnie zawodniczka Katarzynki Toruń.

## Osiągnięcia
Stan na 3 kwietnia 2023, ana podstawie, o ile nie zaznaczono inaczej.

### Drużynowe

#### Seniorskie
- Mistrzyni I ligi (2021 – awans do EBLK)[3]
- Brązowa medalistka w Pucharze European Women's Basketball League[4]
- Wygrana w Pucharze European Women's Basketball League 2024

#### Młodzieżowe
5x5
- Mistrzyni Polski kadetek (2016)[5]
- Wicemistrzyni Polski juniorek starszych (2019)[6]

3x3
- Wicemistrzyni Mazowsza U23 3x3 (2021)

### Indywidualne
- Zaliczona do I składu mistrzostw Polski:
  - juniorek starszych (2019)[6]
  - kadetek (2016)[5]
- Liderka strzelczyń I ligi (2019 – 21,8)[7]

### Reprezentacja
- Mistrzyni Europy U–16 dywizji B (2016)
- Brązowa medalistka mistrzostw Europy U–18 dywizji B (2017)
- Uczestniczka mistrzostw Europy:
  - U–20 (2019 – 7. miejsce)
  - U–18 (2018 – 11. miejsce)